# BAM (Musiker)
BAM, vormals Afrika Baby Bam und eigentlich Nathaniel Phillip Hall (* 22. Mai 1970 in Brooklyn, New York, Vereinigte Staaten), ist ein US-amerikanischer Rapper, Musikproduzent, Performance-Künstler und Schauspieler. Er war Mitglied der Hip-Hop Gruppe Jungle Brothers. Seinen Namen lehnt er an Afrika Bambaataa an.

## Karriere

### Mit Jungle Brothers
Nathaniel Hall wurde Mitglied der Gruppe Jungle Brothers. 1986 wurde die Gruppe mit Mike G. und Sammy B., beide Freunde aus Brooklyn, gegründet. Ihr erster Hit war Straight out the Jungle, danach folgte I’ll House You. Hall bekam Unterstützung von Queen Latifah und Q-Tip, beide Mitglieder von Native Tongues. Das erste Konzert der Jungle Brothers war zur Feier der Freilassung von Nelson Mandela im Wembley-Stadion.

### Solo
BAM trat vorwiegend in Massachusetts auf, als er seine neue Produktionsfirma Ravensclaw Productions aufbaute. Er ist Mitglied einer Bewegung namens Pagan Society. Er kam von der traditionellen Hip-Hop Szene zu vielen Kollaborationen und Musicals. Im Jahr 2014 und 2015 veröffentlichte er mit dem österreichischen Produzenten Mr. Dero eine EP und ein Album.

## Diskografie
- 1988: Straight out the Jungle (Warlock)
- 1989: Done by the Forces of Nature (Warner Bros. Records)
- 1993: J Beez Wit the Remedy (Warner Bros. Records)
- 1997: Raw Deluxe (Gee Street Records / V2 Records / Bertelsmann Music Group)
- 2000: V.I.P. (Gee Street Records / V2 / Bertelsmann Music Group)
- 2002: All That We Do (Jungle Brothers)
- 2003: You in My Hut Now (XYZ Records)
- 2005: This Is... (Jungle Brothers album)|This Is... (Greatest hits) (Nurture Records / Groove)
- 2006: I Got You (album)|I Got You (Pioneer Records)
- 2015: This & That BAM & Mr. Dero (Tiefparterre Records)